# リッチー・フューレイ
リッチー・フューレイ（Richie Furay）の芸名で知られるポール・リチャード・フューレイ（Paul Richard Furay　1944年5月9日 -　オハイオ州イエロースプリングス出身）は、アメリカ合衆国の音楽家、シンガーソングライター、牧師。バッファロー・スプリングフィールド、ポコなどのバンドで活躍した。現在のアメリカ音楽界にも多くの影響を残した1970年代ウェストコースト・ロック界の登場人物のひとり。

## キャリア

### 1960年代～1970年代
スティーヴン・スティルスらとともにニューヨークの有名なナイトクラブ Cafe Au Go Go の専属バンド Au Go Go Singers のメンバーの1人として活動。その後、スティルス、ニール・ヤングらとバッファロー・スプリングフィールドを結成。
1960年代後半、ジム・メッシーナ、ランディ・マイズナーらとともにカントリーロックバンド、ポコを結成。このバンドは後の多くのカントリーロック・バンドに多大な影響を与えた。フューレイのペンによる "Pickin' Up The Pieces"、"Good Feelin' To Know" といった曲はカントリーロックにおけるクラシックとなり、後に様々なコンピレーション・アルバムに採り上げられた。
1974年にポコを脱退。J.D.サウザー、クリス・ヒルマンとともにサウザー・ヒルマン・フューレイ・バンドを結成。ファースト・アルバムはゴールド・ディスクを獲得し、シングル "Fallin' in Love" はトップ30まで上昇するヒットとなったが後が続かず、結局アルバム２枚を残し解散する。この頃、バンド仲間だったアル・パーキンスの勧めで熱心なクリスチャンとなる。
1976年、リッチー・フューレイ・バンドを結成、アルバム "I've Got a Reason" をリリース。このアルバムはクリスチャンとしてのフューレイの思想を色濃く反映したもので、このアルバムによりフューレイはクリスチャン・ロックのパイオニアとして認知されることになる。
1979年、商業ベースに乗ったサード・アルバム "I Still Have Dreams" のタイトル曲が地味なヒットとなったものの、全体的に見て彼はチャートで成功したとは言い難い。また、ツアーに疲れたことと、彼の苦悩が家族にも影響を及ぼしたことで、一時的に音楽活動を休止する。

### 1980年代以降
1980年以降、フューレイはコロラド州ブルームフィールドにあるカルバリー・チャペルで牧師として活動しながら、ソロ・アーティストとして、また時折ポコを再結成して演奏している。
2006年にリリースした "The Heartbeat of Love" は、現在のフューレイの視点から彼のルーツであるカントリーロックに立ち返った作品である。この年の夏にはアメリカやリンダ・ロンシュタットの前座としてツアーも行った。
2007年、新編成のリッチー・フューレイ・バンドでツアーを行い、コロラド州ボルダー、およびデンバーのブルーバード・シアターの2ヶ所での演奏を収録した2枚組ライブ・アルバム"ALIVE"をリリースした。このライブにはフューレイのレパートリー29曲が収録されている。
リッチー・フューレイ・バンドは2008年から2009年も活発に活動し、2009年春、カリフォルニア州インディオで開催されたステージコーチ・フェスティバルにおいて、ポコのステージにオリジナル・メンバーのフューレイ、ジム・メッシーナ、ジョージ・グランサムに加えて、ティモシー・B・シュミットが参加。黄金時代のラインナップによる再結成ライブが実現した。
2010年10月23日、バッファロー・スプリングフィールド時代の仲間であるスティーヴン・スティルス、ニール・ヤングとともに、第24回ブリッジ・スクール・ベネフィット（カリフォルニア州マウンテンビューで毎年開催されるチャリティ・コンサート）に出演した。

## ディスコグラフィ

### the Au Go-Go Singers
- They Call Us Au Go-Go Singers (1964)

### バッファロー・スプリングフィールド
- バッファロー・スプリングフィールド (1966) (Atco)
- バッファロー・スプリングフィールド・アゲイン (1967) (Atco)
- ラスト・タイム・アラウンド (1968) (Atco)

### ポコ
- Pickin' Up the Pieces (1969) (Epic)
- Poco (1970) (Epic)
- Deliverin' (1971) (Epic)
- From The Inside (1971) (Epic)
- A Good Feelin' To Know (1972) (Epic)
- Crazy Eyes (1973) (Epic)
- Legacy (1989) (RCA)

### サウザー・ヒルマン・フューレイ・バンド
- The Souther-Hillman-Furay Band (1974) (Asylum)
- Trouble in Paradise (1975) (Asylum)

### ソロ
- I've Got a Reason (1976) (Asylum)
- Dance a Little Light (1978) (Asylum)
- I Still Have Dreams (1979) (Asylum)
- Seasons of Change (1982) (Myrrh Records)
- In My Father's House (1997) (Calvary Chapel Records)
- I am Sure (2005) (FridayMusic)
- The Heartbeat of Love (2006) (Richie Furay and John Macy)

### コンピレーション
- Songs of Richie Furay (1980) (Epic Records)

### ザ・リッチー・フューレイ・バンド
- ALIVE (2007) (FridayMusic)